# Jean Paradis
Pour les articles homonymes, voir Paradis.
Jean Paradis (1904-1985) est un médecin et résistant français.

## Biographie
Né le 23 octobre 1904 à Nîmes, Jean Paradis fait ses classes au lycée de garçons (où il suit les cours de Michel Alexandre et coudoie André Fraigneau), puis à la faculté de médecine de Montpellier où, se spécialisant en urologie, il obtient une thèse en 1929.
Alors en poste à l’hôpital de Nîmes, il adhère à Combat. Il devient en 1943 responsable départemental du Noyautage des administrations publiques, puis en 1944 des Mouvements unis de la Résistance. Ayant échappé de justesse à une arrestation, il s’enfuit en
Ardèche avec sa famille.
De retour à Nîmes à la Libération, il prend la tête du comité départemental de libération de janvier à mai 1945. S’intéressant particulièrement aux problèmes de
ravitaillement, il rencontre notamment le ministre Paul Ramadier pour plaider la cause gardoise. Mais un accident de voiture commande son retrait au
printemps. Il a gagné, sous la plume d’Aimé Vielzeuf, le surnom de
« père tranquille de la Résistance gardoise ».
Revenu à la vie civile, il est de 1946 à 1976 président du conseil départemental de l’ordre des médecins du Gard. En 1951, il accède au poste de médecin-chef en
urologie à l’hôpital de Nîmes, qu’il conserve jusqu’à sa retraite en 1969.
Membre du conseil de l’ordre des médecins de 1968 à 1973 dont il démissionne sur fond de désaccords sur l'avortement, il occupe encore la
vice-présidence (exécutive) de la commission administrative du centre hospitalier universitaire de Nîmes de 1972 à 1979.
Élu à l’Académie de Nîmes en 1949, il la préside en 1971. Investi dans la vie culturelle et littéraire, il prend part aux activités de la société félibréenne La Tour Magne. il prépare un temps une thèse de doctorat ès lettres en Sorbonne sur le fanatisme. Par ailleurs engagé dans la vie politique, il est membre du comité directeur de Citoyens du monde, membre du Mouvement de la paix et d'Amnesty International.
Il meurt à Nîmes en août 1985.

## Décorations
- Médaille de la Résistance (1945)[1]
- Croix de guerre 1939-1945 (1945)[1]
- Chevalier de la Légion d’honneur (1948)[1]